# Bundeswettbewerb Künstliche Intelligenz

Logo des Wettbewerbs

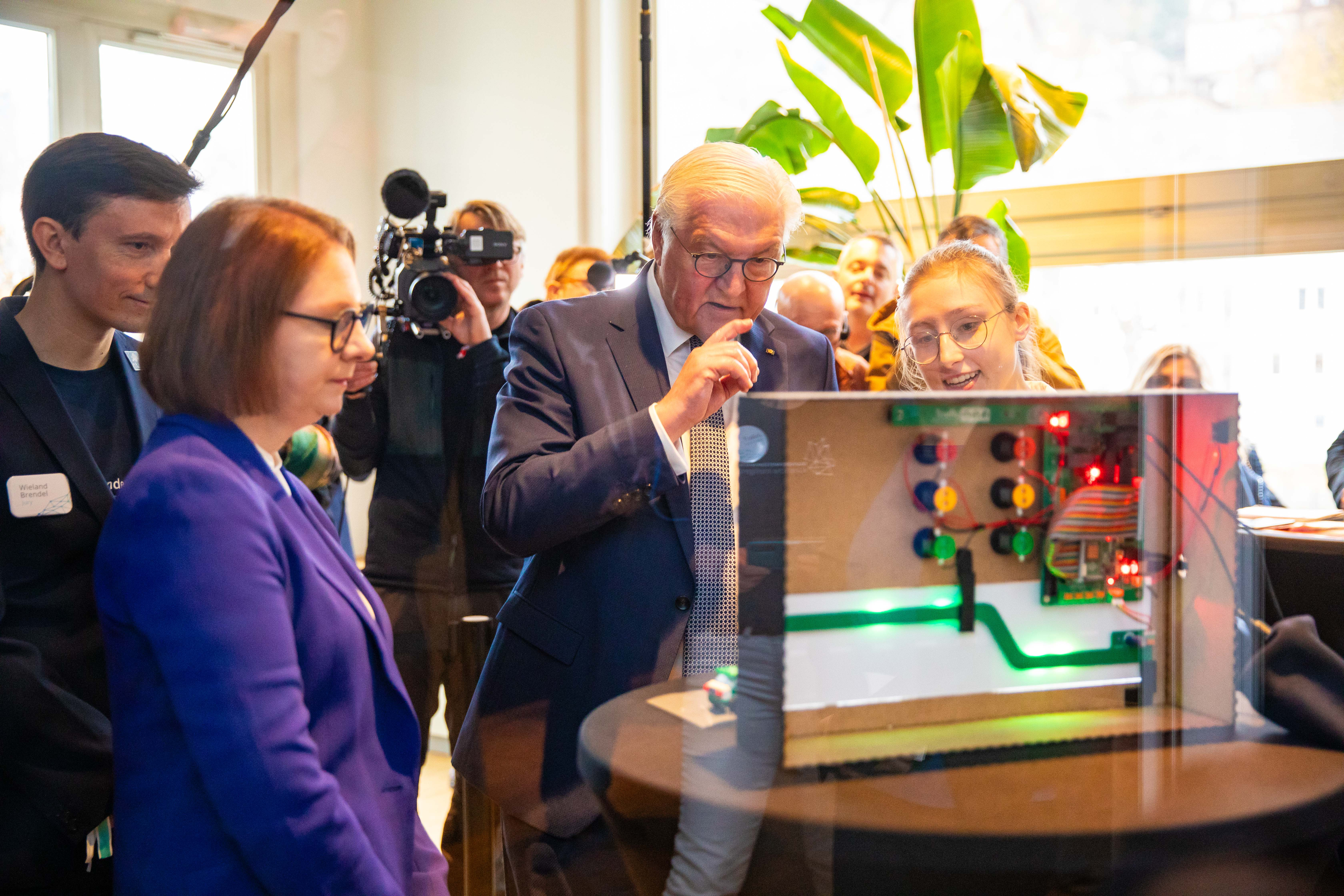
Finalistin Leonie Weiss präsentiert Bundespräsident Frank-Walter Steinmeier ihr intelligentes Ampelsystem beim BWKI-Finale 2024.

Der Bundeswettbewerb Künstliche Intelligenz ist ein Wettbewerb für Schülerinnen und Schüler, die eine eigene Projektidee mit den Methoden des maschinellen Lernens umsetzen. Der jährlich stattfindende Wettbewerb wird von der deutschen Kultusministerkonferenz empfohlen und ist Mitglied in der Arbeitsgemeinschaft bundesweiter Jugendwettbewerbe. Seit 2021 ist der Wettbewerb als Bundeswettbewerb für Künstliche Intelligenz auch in Österreich sowie seit 2022 unter dem Namen KI Challenge in der Schweiz  vertreten.
Der Wettbewerb wurde 2018 am KI-Forschungsstandort Tübingen ins Leben gerufen und ermöglicht seitdem Jugendlichen, ihr Können aktiv im KI-Forschungsumfeld unter Beweis zu stellen.
Hauptförderer des Wettbewerbs ist die Carl-Zeiss-Stiftung. Derzeit (Stand: 2025) ist Winfried Kretschmann, Ministerpräsident von Baden-Württemberg, Schirmherr des Wettbewerbs.

## Ablauf
Ziel des Wettbewerbs ist es, junge Menschen beim Programmieren und im Bereich Maschinelles Lernen zu stärken und die Zukunftstechnologie Künstliche Intelligenz besser zu verstehen. Das Angebot wird vom Tübingen AI Center organisiert – eine vom Bund und Land dauerhaft geförderte gemeinsame Forschungseinrichtung der Eberhard Karls Universität Tübingen und des Max-Planck-Institut für Intelligente Systeme.
Die Anmeldung zum Wettbewerb mit einer selbstgewählten Projektidee startet im Februar/März. Schülerinnen und Schüler melden ihr Team und eine Projektidee an. Dabei kann beispielsweise ein gesellschaftliches, ökologisches oder wissenschaftlich relevantes Problem ins Visier genommen werden, um einen positiven Wandel für Mensch und Umwelt zu leisten.
Einreichungsschluss der finalen Projekte ist im Herbst in Form von Code, Text und einem Kurzvideo. Fürs Finale werden die zehn besten Projekte ausgewählt und die Schülerinnen und Schüler zur Präsentation vor einer interdisziplinären Jury eingeladen. Die Entscheidung und Verkündung der Gewinnerprojekte erfolgt noch am selben Abend im Rahmen einer Preisverleihung.

## Zielgruppe
Der Bundeswettbewerb Künstliche Intelligenz richtet sich an Schülerinnen und Schüler, die die deutsche Staatsbürgerschaft, einen Wohnsitz in Deutschland haben oder eine staatlich anerkannte deutsche Schule im Ausland besuchen. Auch eine Teilnahme im ersten Jahr nach dem Schulabschluss ist möglich. Es können sich Teams bestehend aus einer oder bis zu vier Personen anmelden.